# 隅田豊吉
隅田 豊吉（豐吉、すだ とよきち、1875年（明治8年）6月15日 – 1942年（昭和17年）6月18日）は、明治末から昭和前期の農業経営者、政治家、実業家。衆議院議員、和歌山県那賀郡池田村長。

## 経歴
和歌山県那賀郡、のちの池田村（打田町を経て現紀の川市）で隅田小三郎の長男として生まれた。和歌山県立和歌山中学校（現和歌山県立桐蔭中学校・高等学校）を卒業。農業を営んだ。
1907年（明治40年）5月、池田村会議員に選出され、同年9月、那賀郡会議員当選し、同議長に就任して1期・4年在任。1911年（明治44年）9月、和歌山県会議員に当選し、1915年（大正4年）9月に再選された。1916年（大正5年）2月、池田村長に就任し約8ヵ月在任した。1917年（大正6年）4月、衆議院議員に当選のため県会議員を辞職した。同議員を2期・5年8ヵ月務めた。
1917年4月、第13回衆議院議員総選挙で和歌山県郡部から立憲政友会所属で出馬して当選。次の1920年（大正9年）5月の第14回総選挙では小選挙区制となり和歌山県第一区から出馬したが次点で落選した。1924年（大正13年）5月の第15回総選挙では和歌山県第三区から出馬し再選され、衆議院議員に通算2期在任した。
実業界では奈良県宇智郡五條町（現五條市）で製糸業を営み、1919年（大正8年）に五條製糸株式会社を設立して取締役社長に就任し、その他、笹田製糸会社社長も務めた。

## 脚註
1. 1 2 3 4 5 6 7 8 9 10 11 12 13 14 15  『和歌山県議会歴代議員名鑑』258-259頁。
2. 1 2 3 4 5 6  『議会制度百年史 - 衆議院議員名鑑』339-340頁。
3. 1 2 3 4 5 6 7 8 9 10  『和歌山県史 人物』247頁。